# Rahula (boeddhisme)
Rahula (534 v.Chr.) was de zoon van Gautama Boeddha. Rahula kan worden vertaald in keten of obstakel. Boeddha (toen nog Siddharta Gautama geheten) gaf Rahula deze naam omdat hij zijn nieuw-geboren zoon als een obstakel voor het bereiken van het hoogste (spirituele) geluk zag; zijn zoon was voor hem een keten die hem aan het leven van een leek (niet-monnik) verbond.
Kort na de geboorte van Rahula verliet Siddhartha Gautama zijn oude leven (inclusief vrouw en zoon) en werd een ascetisch monnik. Hij ging op zoek naar een einde aan het lijden. Na zes jaren bereikte hij dit en werd zo verlicht; niet lang daarna bracht hij (als monnik) een bezoek aan Kapilavatthu, de stad waar hij voorheen woonde. Dit was een grote gebeurtenis voor de bewoners van Kapilavatthu. Yasodhara (de vroegere echtgenote van Siddhartha Gautama en die later bhikkhuni werd, zag de Boeddha aankomen en vertelde Rahula dat hij naar zijn vader toe moest gaan en hem om zijn erfenis moest vragen. De Boeddha maakte Rahula daarop de eerste samanera of novice-monnik; later werd Rahula ook een bhikkhu, en behaalde het Arahantschap. Hij wordt in anekdotes over de Boeddha beschreven als een student en bediende van de monniken.
Volgens de geschriften werd Rahula eerst ingewijd als novice zonder dat zijn grootvader (koning Suddhodana) hiervan wist. Koning Suddhodana vond dit niet leuk, mede omdat reeds veel van zijn familieleden (bijvoorbeeld Ananda, Devadatta, Nanda) monnik geworden waren, wat hem moeilijk viel. Boeddha besloot daarop dat toestemming van de ouders verkregen moet worden alvorens een man of vrouw kan worden ingewijd als bhikkhu of bhikkhuni.
Rahula is tevens een algemeen voornaam in India.

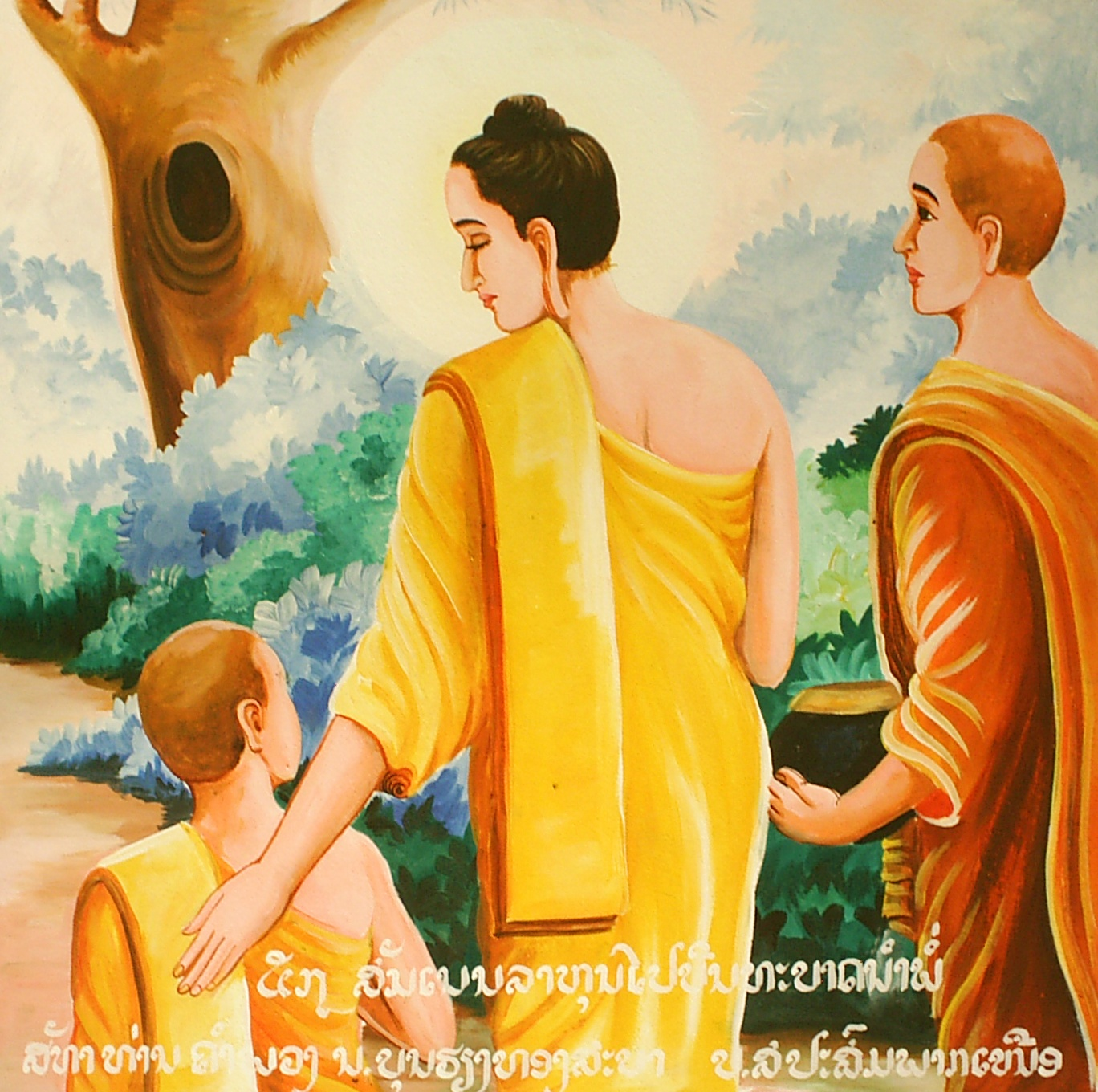
Boeddha en Rahula